# Resolutie 1684 Veiligheidsraad Verenigde Naties
Resolutie 1684 van de Veiligheidsraad van de Verenigde Naties werd unaniem door de Veiligheidsraad van de Verenigde Naties aangenomen op 13 juni 2006, en verlengde de ambtstermijnen van de rechters van het Rwandatribunaal tot eind 2008.

## Achtergrond
Toen Rwanda een Belgische kolonie was, werd de Tutsi-minderheid in het land verheven tot een elitie die de grote Hutu-minderheid wreed onderdrukte. Na de onafhankelijkheid werden de Tutsi verdreven en namen de Hutu de macht over. Het conflict bleef aanslepen, en in 1990 vielen Tutsi-milities verenigd als het FPR Rwanda binnen. Met westerse steun werden zij echter verdreven.
In Rwanda zelf werd de Hutu-bevolking opgehitst tegen de Tutsi. Dat leidde begin 1994 tot de Rwandese genocide. De UNAMIR-vredesmacht van de Verenigde Naties kon vanwege een te krap mandaat niet ingrijpen. Later dat jaar werd het Rwanda-tribunaal opgericht om de daders te vervolgen.

## Inhoud
Op 31 januari 2003 had de Algemene Vergadering elf rechters verkozen voor een vierjarige ambtstermijn bij het Rwandatribunaal. Op 7 juli 2003 werd Mansoor Ahmed opgevolgd door Khalida Rachid Khan. Op 8 april 2004 werd Lloyd George Williams opgevolgd door Charles Michael Dennis Byron. En op 2 augustus werd Asoka de Zoysa Gunawardana opgevolgd door Asoka de Silva.
Op vraag van secretaris-generaal Kofi Annan werd de ambtstermijn van volgende rechters verlengd tot 31 december 2008: Dennis Byron, Asoka de Silva, Sergej Jegorov, Mehmet Güney,  Khalida Khan, Erik Møse, Arlette Ramaroson, Jai Ram Reddy, William Sekule, Andrésia Vaz en Inés Weinberg de Roca.
Ten slotte werd de landen gevraagd te zorgen dat hun rechters in het tribunaal tot 31 december 2008 beschikbaar bleven.

## Verwante resoluties
- Resolutie 1512 Veiligheidsraad Verenigde Naties (2003)
- Resolutie 1534 Veiligheidsraad Verenigde Naties (2004)
- Resolutie 1705 Veiligheidsraad Verenigde Naties
- Resolutie 1717 Veiligheidsraad Verenigde Naties

Lijst ·  1652 ·  1653 ·  1654 ·  1655 ·  1656 ·  1657 ·  1658 ·  1659 ·  1660 ·  1661 ·  1662 ·  1663 ·  1664 ·  1665 ·  1666 ·  1667 ·  1668 ·  1669 ·  1670 ·  1671 ·  1672 ·  1673 ·  1674 ·  1675 ·  1676 ·  1677 ·  1678 ·  1679 ·  1680 ·  1681 ·  1682 ·  1683 ·  1684 ·  1685 ·  1686 ·  1687 ·  1688 ·  1689 ·  1690 ·  1691 ·  1692 ·  1693 ·  1694 ·  1695 ·  1696 ·  1697 ·  1698 ·  1699 ·  1700 ·  1701 ·  1702 ·  1703 ·  1704 ·  1705 ·  1706 ·  1707 ·  1708 ·  1709 ·  1710 ·  1711 ·  1712 ·  1713 ·  1714 ·  1715 ·  1716 ·  1717 ·  1718 ·  1719 ·  1720 ·  1721 ·  1722 ·  1723 ·  1724 ·  1725 ·  1726 ·  1727 ·  1728 ·  1729 ·  1730 ·  1731 ·  1732 ·  1733 ·  1734 ·  1735 ·  1736 ·  1737 ·  1738